# Frankenfeld
Frankenfeld ist eine Gemeinde in der Samtgemeinde Rethem/Aller im Landkreis Heidekreis in Niedersachsen. Frankenfeld ist bevölkerungsmäßig die kleinste Gemeinde im Landkreis Heidekreis.

## Geographie
Die Gemeinde liegt in einem Allerbogen an der Landesstraße 157 zwischen Rethem (Aller) und Ahlden (Aller). Mehrere Campingplätze befinden sich im Gemeindegebiet. Das Frankenfelder Bruch ist ein Staatsforst.
Zur Gemeinde gehören neben der Ortschaft Frankenfeld die Ortsteile Hedern und Bosse.
Der alte Ortskern von Bosse liegt in der engsten Flussschleife der unteren Aller.

## Geschichte
Geschichtlich ist die Siedlung mit dem Gut Frankenfeld vermutlich eines der ältesten Dörfer der Gegend. Die hier ansässige Familie von Honstedt wird bereits 1360 genannt, während die Siedlung schon zu Zeiten Karls des Großen bestanden haben könnte.
Im Ortsteil Bosse strandete 1917 das Marineluftschiff L 36 auf der zugefrorenen Aller.
Am 1. März 1974 wurde die Gemeinde aus den bis dahin selbstständigen Gemeinden Frankenfeld, Bosse und Hedern gebildet. Die Gemeinde ist seitdem eine der vier Mitgliedsgemeinden der Samtgemeinde Rethem (Aller).

## Erklärung des Ortsnamens
Alte Bezeichnungen des Ortes sind 1342 Franckenvelde, 1342 Franckenvelde und 1361 Vrankenuelde.
Der Name deutet auf eine fränkische Siedlung aus der Zeit Karls des Großen. Allerdings bezieht sich der Ortsname eher auf den männlichen Vornamen „Franko“, so dass Frankenfeld wahrscheinlich „Siedlung des Franko“ bedeutet.

## Politik

### Gemeinderat
Der Rat der Gemeinde Frankenfeld setzt sich aus neun Mitgliedern zusammen. Die Ratsmitglieder werden durch eine Kommunalwahl für jeweils fünf Jahre gewählt.
Bei der Kommunalwahl 2021 ergab sich folgende Sitzverteilung:
- Wählergemeinschaft Frankenfeld (WG-F): 9 Sitze

### Bürgermeister
Sascha Wöhlk ist seit 2021 ehrenamtlicher Bürgermeister. Seit 2012 werden die Verwaltungsgeschäfte nicht mehr vom Bürgermeister, sondern von einem Gemeindedirektor wahrgenommen. Gemeindedirektor ist seit 2021 Björn Fahrenholz, Mitarbeiter der Samtgemeindeverwaltung Rethem.
Bürgermeister:
- Friedrich Rodewald (1902–1984): März bis Juni 1974
- Ernst Vollmer (1940–2023): 1974–2001
- Theodor Schmidt-Reindahl (1943–2006): 2001–2006
- Renate Rodewald (* 1951): 2006–2011
- Heiko Badenhop (* 1962): 2011–2016
- Hans-Dieter Orlovius (* 1955): 2016–2021
- Sascha Wöhlk (* 1978): seit 2021

Gemeindedirektoren:
- Alexander von Seggern (* 1975): 2012–2014
- Cort-Brün Voige (* 1962): 2014–2021
- Björn Fahrenholz (* 1981): seit 2021

## Kultur und Sehenswürdigkeiten
- Nahe der Aller liegt das Rittergut Frankenfeld, das heute als Campingplatz betrieben wird.[5]
- In den Ortsteilen finden sich eine Vielzahl historischer Gebäude, die mit „Hofschildern“ gekennzeichnet wurden.[6]
- Der Ortseingang wird umgeben von einer etwa einhundertjährigen Lindenallee.[7]
- Vor der kleinen Feldkapelle feiern die Frankenfelder an Heiligabend einen Feldgottesdienst.[8]

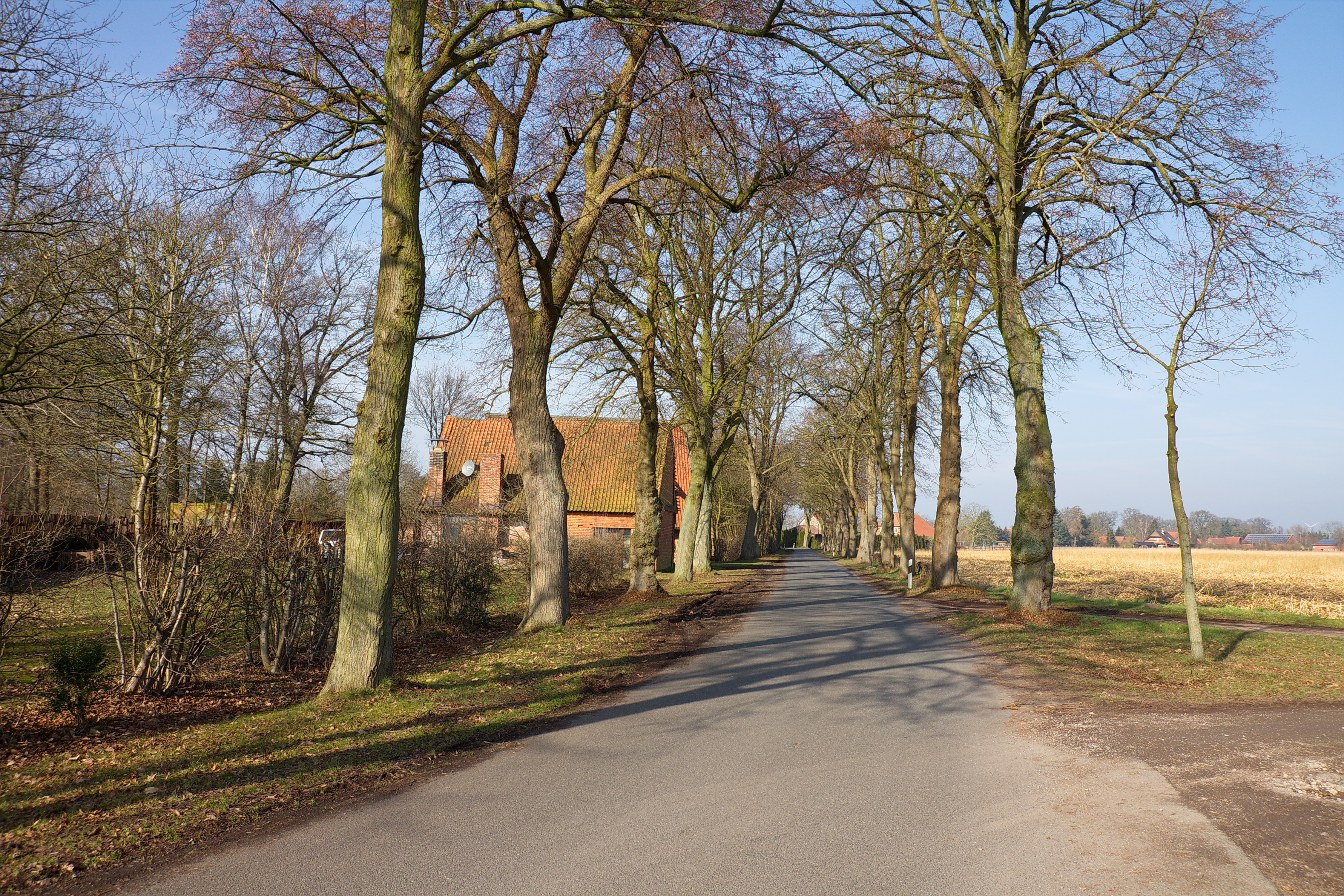
Lindenallee am Ortseingang
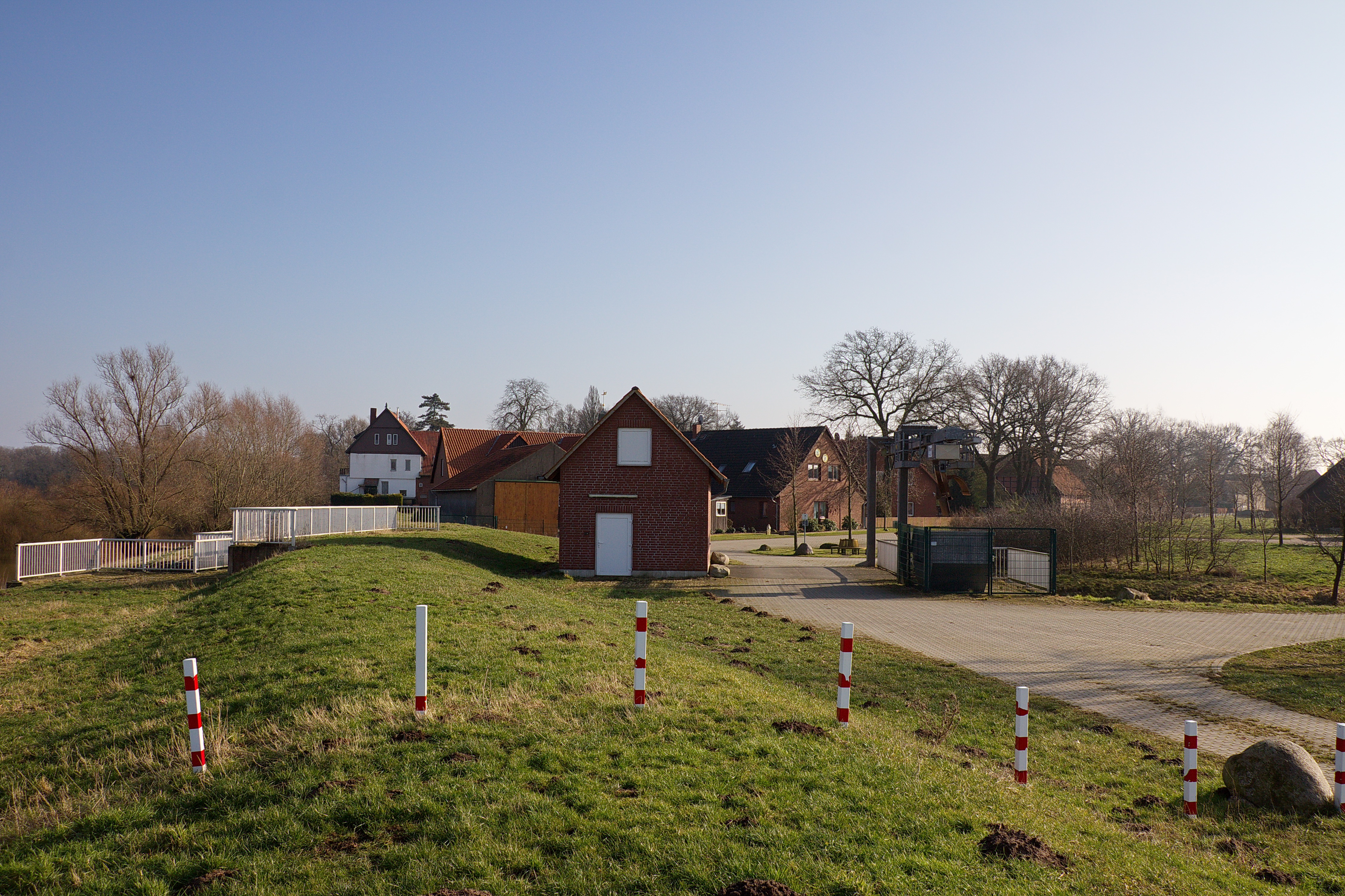
Ortsblick vom Allerdamm
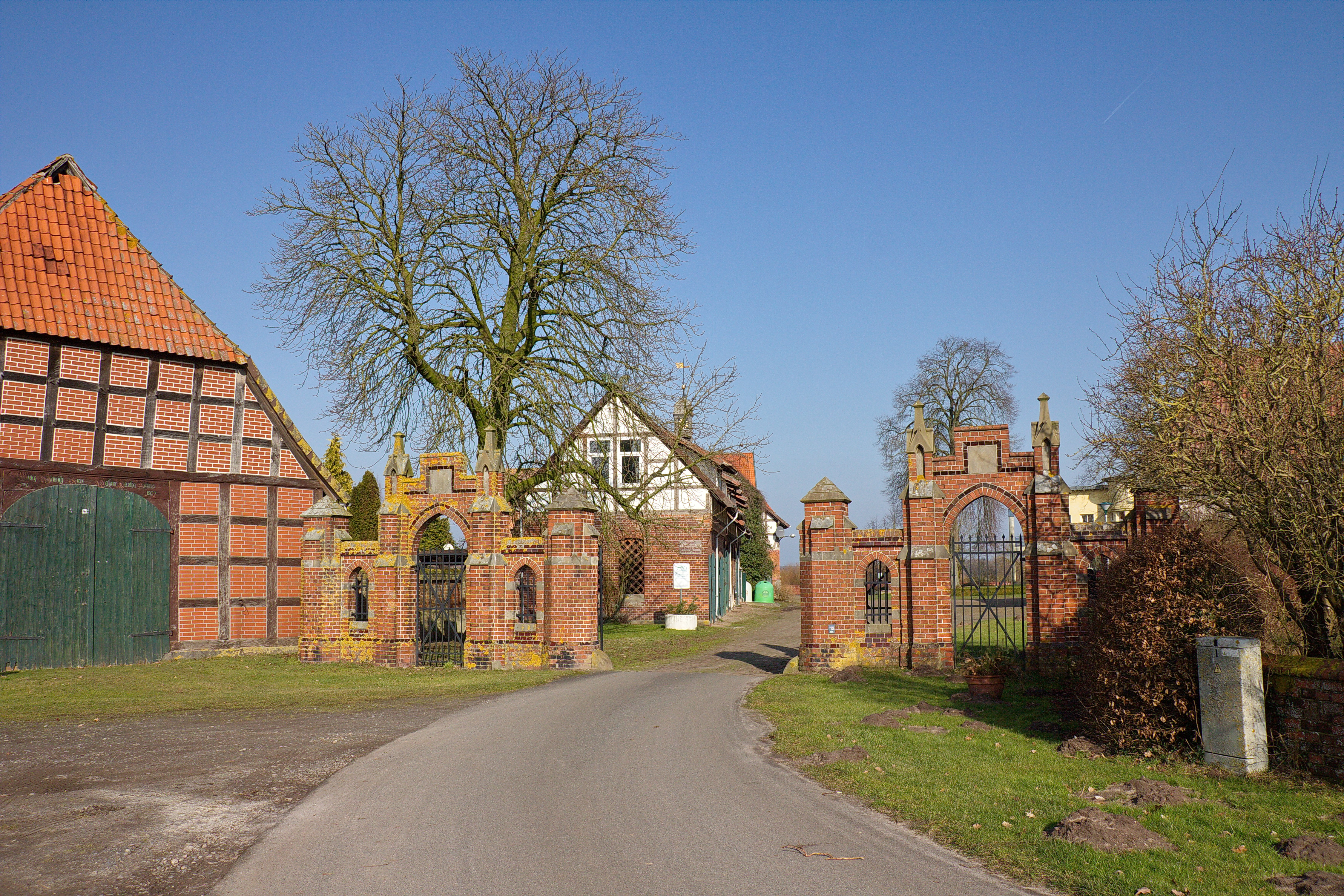
Rittergut
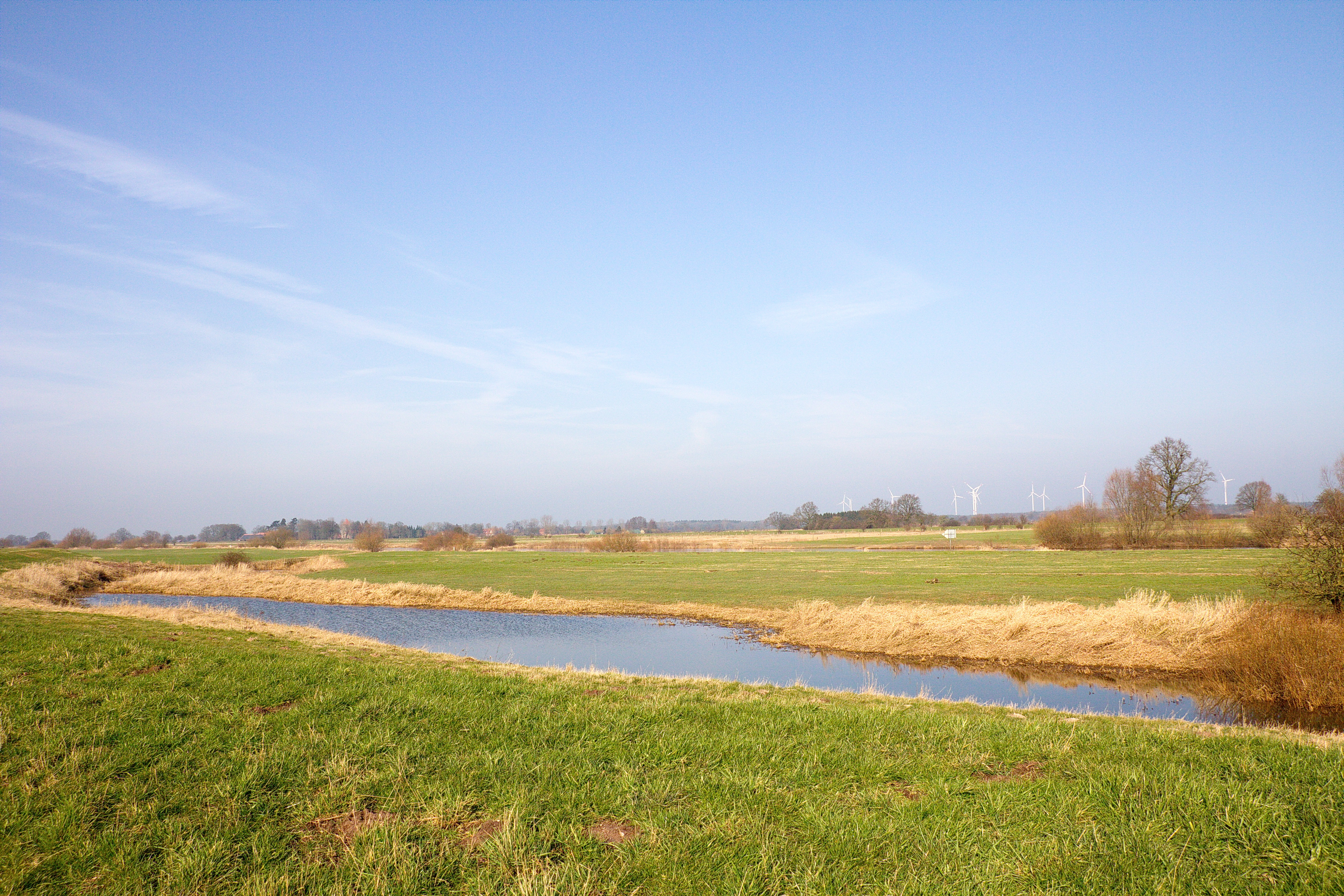
Aller bei Frankenfeld